# Tipranavir
Il tipranavir è un farmaco antiretrovirale appartenente alla classe degli inibitori delle proteasi di HIV.

## Indicazioni
Viene utilizzato come terapia contro l'infezione da HIV, quando si sono provati gli altri principi attivi simili ma senza fornire effetti positivi.

## Controindicazioni
La somministrazione del farmaco è da evitare in caso di allattamento materno e in caso di vene che, avendo subito interventi chirurgici o traumi o altro evento simile, mostrano una momentanea predisposizione alle emorragie. Occorre fare molta attenzione prima dell'inizio della terapia e controllare la funzionalità epatica, si sono registrati casi di epatossicità anche mortale.
Tipranavir non può essere utilizzato in soggetti con coinfezione HIV-HCV in trattamento con terapie includenti sofosbuvir, in quanto può comportare una riduzione dei livelli ematici di sofosbuvir e una perdita della sua efficacia.

## Dosaggi
- 500 mg 2 volte al giorno.

## Effetti indesiderati
Fra gli effetti collaterali più frequenti si riscontrano vertigini, rash cutaneo, cefalea, nausea, trombocitopenia, anoressia, sindrome di Stevens-Johnson, ematuria, insufficienza renale, neuropatia periferica.